# Triumph (группа)
Triumph — канадская хард-рок-группа, активная в 1975—1993 годах. На протяжении большей части существования членами группы были Рик Эмметт (гитара, вокал), Майк Ливайн (бас-гитара, клавишные) и Гил Мур (ударные, вокал), к концертному турне 1986 года привлекался гитарист и клавишник Рик Сантерс, в последние годы деятельности группы место Эмметта занял Фил Ксенидис (сценический псевдоним Phil X). Группа была на короткое время восстановлена в оригинальном составе в конце первого десятилетия XXI века. В основной период деятельности выпущены 11 студийных и концертных альбомов и 1 сборник, впоследствии вышли ещё несколько аудио- и видеозаписей на основе созданного ранее материала; ряд альбомов получили золотой и платиновые сертификации в Канаде и США, Triumph неоднократно номинировалась на премию «Джуно» как группа года и в других номинациях, в 2008 году включена в Зал славы канадской музыки, а в 2019 году удостоилась звезды на Аллее славы Канады.

## История
Группа сформировалась в 1975 году в Торонто, когда случайно встретившиеся Эмметт, Ливайн и Мур провели длительный джем-сейшен. В следующем году вышел дебютный альбом трио, как и сама группа, носивший название Triumph. Уже этот альбом демонстрировал характерные для группы в дальнейшем сложные, изысканные мелодии и мощные рейв-апы, но, будучи выпущен независимым лейблом Attic, значительного внимания в Канаде не привлек. Вместо этого группа неожиданно получила известность в Техасе, где ее поклонником стал местный радиодиджей. В итоге вскоре состоялось первое в истории Triumph турне в США, после чего с группой подписал контракт лейбл RCA.
Сотрудничество с RCA началось с переиздания дебютного альбома группы, а в 1977 году вышел ее второй альбом Rock & Roll Machine, в который вошла ее первая песня, претендующая на звание хита, — кавер-версия композиции Джо Уолша Rocky Mountain Way. В этот период известности группы способствовали также ее концертные выступления, которые характеризовали мастерские световые эффекты и широкое использование пиротехники. Triumph начали сравнивать с прославившейся до нее канадской группой Rush, находя сходство как в стиле исполнения, так и в оформлении живых выступлений. В том же году музыканты основали собственную студию звукозаписи Metalworks, которая со временем стала ведущей студией канадской музыкальной индустрии, в стенах которой был записан материал более чем 200 золотых и платиновых альбомов.
В 1979 году Triumph была номинирована на канадскую музыкальную премию «Джуно» в категории «Группа года». В том же году ее третий ее третий альбом, Just a Game, принес ей первый серьезный коммерческий успех. Пластинка разошлась в США тиражом свыше полумиллиона экземпляров и принесла музыкантам их первую золотую сертификацию. В альбом вошла, среди прочего, первая песня Triumph, попавшая в топ-40 чарта синглов Billboard, — «Hold On», а еще один сингл из него, «Lay It on the Line», пользовался высокой популярностью на радиостанциях, транслирующих рок-музыку. Большую популярность в США и Великобритании приобрела также песня «I Live for the Weekend» из следующего альбома Progressions of Power, увидевшего свет в 1980 году.
Наиболее успешными в истории группы стали два альбома, выпущенных в 1981 и 1982 годах: Allied Forces (который часто называют лучшим диском Triumph) и Never Surrender. В первый из них вошли получивший массовое признание рок-гимн «Fight the Good Fight» и песня «Magic Power»; обе композиции остаются в постоянной ротации на рок-станциях. Allied Forces поднялся в чарте альбомов Billboard до 23-й позиции и получил в США сначала золотую, а затем и платиновую сертификацию. В 1981 году группа посетила с гастролями Великобританию, а в ходе промо-тура Never Surrender приняла участие в мегаконцерте US Festival, в рамках которого в «воскресенье хеви-метала» выступила перед полумиллионной аудиторией вместе с такими коллективами, как Van Halen, Scorpions, Judas Priest, Mötley Crüe, и Оззи Осборном.
После выхода Never Surrender музыканты расстались с лейблом RCA и подписали контракт с MCA Records. В 1984 году на новом лейбле вышел седьмой альбом группы Thunder Seven, в продюсировании которого участвовал Эдди Крамер, до этого прославившийся работой с Led Zeppelin и Джими Хендриксом. Этот альбом также получил платиновую сертификацию. На следующий год группа выпустила свой первый концертный альбом Stages. В двойной альбом вошли записи с туров 1981—1985 годов. В 1985 и 1986 годах Triumph еще дважды номинировались на «Джуно» лучшей группе года. В 1986 году в первую десятку видеоклипов на MTV попал клип на песню «Just One Night» из очередного альбома Triumph The Sport of Kings. Продюсером этого альбома был Майк Клинк, которого после этого пригласили работать с Guns N’ Roses над диском Appetite for Destruction.
В 1988 году Эмметт, решив начать сольную карьеру, покинул Triumph. Остальные двое участников группы в попытке заменить уходящего гитариста вначале обратились к Джону Сайксу, бывшему музыканту Whitesnake и Thin Lizzy, но он в это время занимался собственным новым проектом Blue Murder и не мог уделить достаточно времени канадской группе. В итоге новым третьим участником Triumph стал Фил Ксенидис (сценический псевдоним Phil X), до этого выступавший с Альдо Новой. Однако в новом составе Triumph выпустила только один альбом, Edge of Excess, изданный в 1993 году (и номинированный на «Джуно» за лучший альбом в жанре хард-рок), после чего распалась окончательно.
Несмотря на прекращение физического существования группы, ее музыку продолжали издавать. В 2003 году увидел свет набор из компакт-диска и DVD Live at the US Festival. В следующие три года вышли музыкальный фильм A Night of Triumph Live, смонтированный из материала промо-тура The Sport of Kings 1987 года; полное собрание композиций Triumph Livin’ For The Weekend: Anthology; и компакт-диск с расширенными версиями главных хитов группы Extended Versions: Triumph.
В 2007 году было объявлено о предстоящем включении группы Triumph в Зал славы канадской музыки. Это побудило первоначальный состав группы собраться вместе и дать несколько концертов. Летом 2008 года Эмметт, Ливайн и Мур выступили также на двух фестивалях рок-музыки — Sweden Rock Festival и Rocklahoma. Материал, записанный в Швеции, был издан в 2012 году в виде концертного набора из компакт-диска и DVD. В 2016 году в сольный альбом Эмметта RES9 вошла песня «Grand Parade», в которой партии ударных и бас-гитары исполнили соответственно Мур и Ливайн.
В 2012 году в честь группы была названа улица в Миссиссоге, где располагается студия Metalworks, а в 2019 году группа была удостоена совместной звезды на Аллее славы Канады.

## Альбомы
- 1976 — Triumph (Attic Records)
- 1977 — Rock and Roll Machine (RCA)
- 1979 — Just a Game (RCA)
- 1980 — Progressions of Power (RCA)
- 1981 — Allied Forces (RCA)
- 1983 — Never Surrender (RCA)
- 1984 — Thunder Seven (MCA)
- 1985 — Stages (MCA, концертный)
- 1986 — The Sport of Kings (MCA)
- 1987 — Surveillance (MCA)
- 1989 — Classics (TRC, сборник)
- 1993 — Edge of Excess (Victory Music)
- 2003 — Live at the US Festival (TML Entertainment, концертный CD и DVD)
- 2005 — Living for the Weekend: Anthology (TML Entertainment, DVD)
- 2006 — Extended Versions: Triumph (Sony/BMG)
- 2012 — Live at Sweden Rock Festival (TML Entertainment, концертный)